# セントジョン・フィグツリー教区
セントジョン・フィグツリー教区（英語: Saint John Figtree Parish）は、セントクリストファー・ネイビスのネイビス島南西部に位置する行政教区。フィグツリーは「イチジクの木」という意味。面積は21.3平方キロメートル、人口はネイビス島では最も多い3,827人（2011年国勢調査）。
フィグツリーをはじめとした集落は教区西部から中央部にかけて広がり、南部には農園または森林が広がる。また南部の海岸線には砂浜があるものの、アクセスに乏しい。
チャーチ・グラウンドにあるフィグツリー教会では、のちにイギリス海軍提督となるホレーショ・ネルソンと島出身のフランシス・ニズベットが1787年に挙式を行ったことで知られる。

## 主要都市
教区の行政中心地はない。
- バス（英語版）（Bath）
- チャーチ・グラウンド（英語版）（Church Ground）
- フィグツリー（Figtree）